# ヒエスゲ
ヒエスゲ Carex longerostrata var. longerostrata はカヤツリグサ科スゲ属の種の1つ。大型の果胞を少数つける雌小穂を持つ。東北アジアに分布し、日本では北部に産する。なお、変種のチュウゼンジスゲはより南にもあり、それについても記す。

## 特徴
夏緑性の多年生草本。根茎は短くて斜めに立ち、匍匐茎は出さず、葉や茎を束にして出す。株立ちになる。基部の鞘は淡褐色で、枯れたあとには繊維状に細かく裂けて残る。葉は幅が2～3mm、花が咲いたあとに大きく伸びる。花茎は高さが20～40cm。
花期は6～7月。小穂は3個程度まで。頂小穂は雄性で、側小穂は雌性。ただし側小穂は1個だけの例が多い。頂生の雄小穂には長い柄があり、小穂そのものは棍棒状で長さ1～2cm、幅2～3mmで黄褐色をしている。側生の雌小穂は長さ、幅共に1cmで数個の花だけを付ける。側小穂の形は卵円形で、果胞は黄緑色。小穂には柄があるが、基部の苞の鞘からほとんど出ない。小穂基部の苞は鞘があり、葉身は小穂より短い。雌花鱗片は黄褐色で先端が短い芒状となっている。果胞は長さ7～8mm、毛があり、嘴が長くて口部は2つに浅く裂け、その裂片は1mmほどある。果実は長さ2～3mm、倒卵形で断面は3稜形、先端の柱頭は基部が膨らんで嘴状で、その部分は強く曲がっている。
別名にマツマエスゲがある。

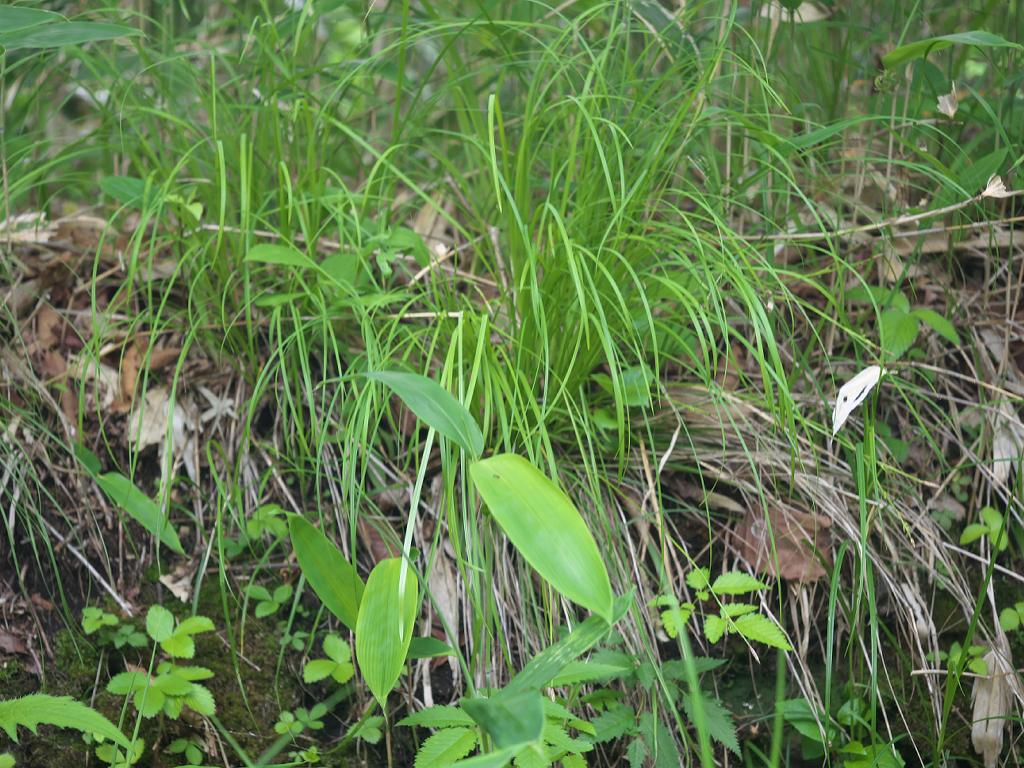
株のようす
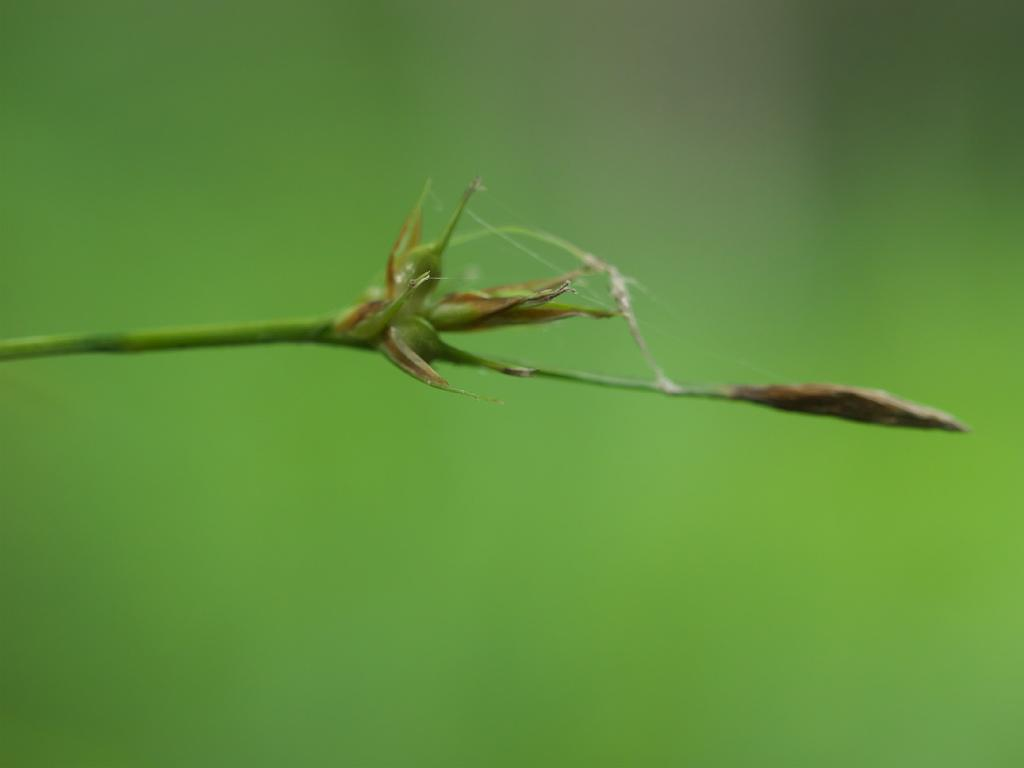
花茎先端部、雄小穂と雌小穂

## 分布と生育環境
日本では北海道および本州の中北部に見られ、国外ではサハリン、千島列島、朝鮮半島からシベリア東部に分布する。
草原や林縁の草地に生育する。

## 分類、近縁種
頂小穂が雄性、側小穂が雌性、苞に鞘があり、果胞は大きくて嘴が長く、柱頭の基部が肥大して嘴のようになる、といった特徴から勝山(2015)はヒエスゲ節 Sect. Rhomboidales を立て、本種をここに置く。似たものとしてはヒロバスゲ C. insaniae、アオバスゲ C. papillaticulmis などがあるが、本種は葉幅が狭いこと、果胞の口が深く2つに裂けること、柱頭基部の付属体が強く湾曲することなどで判別できる。

### 種内変異
本種は匍匐茎を出さないのが特徴ではあるが、他の特徴は同じでありながら匍匐枝を出すものがあり、チュウゼンジスゲとして本種の変種 var. tenuistachya (Nakai) Yonek. とされている。株を作らずにまばらに広がって生える。本州の中部から九州まで知られ、国外では朝鮮と中国東北地方に分布がある。

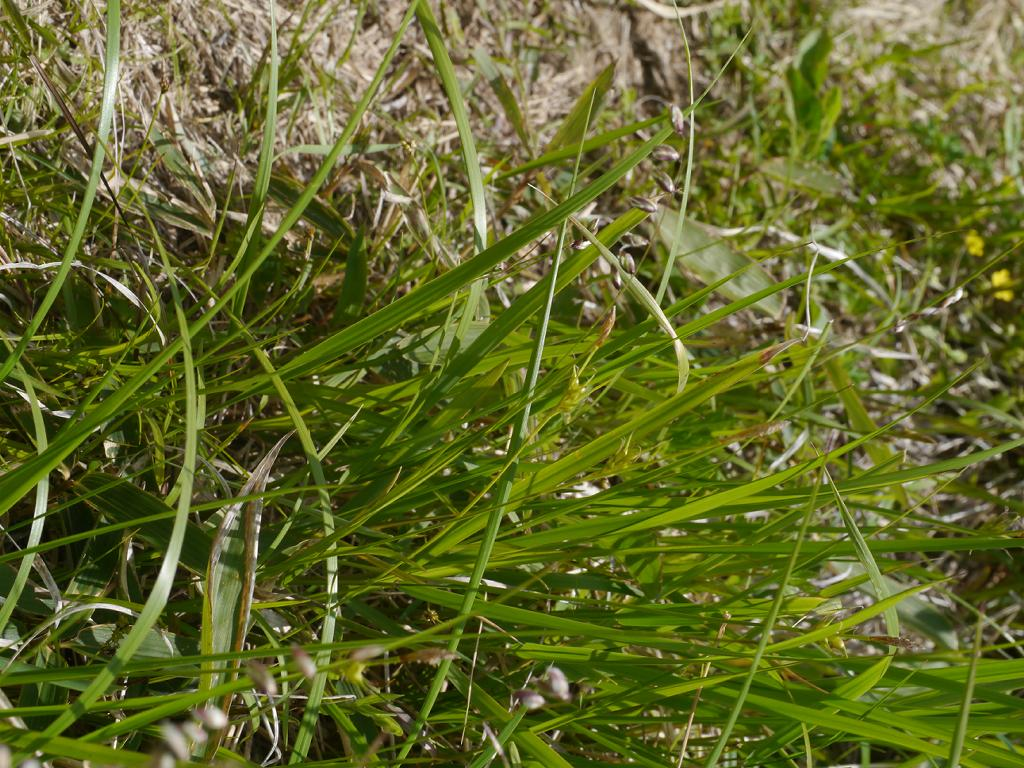
チュウゼンジスゲ 株にまとまらずに広がる
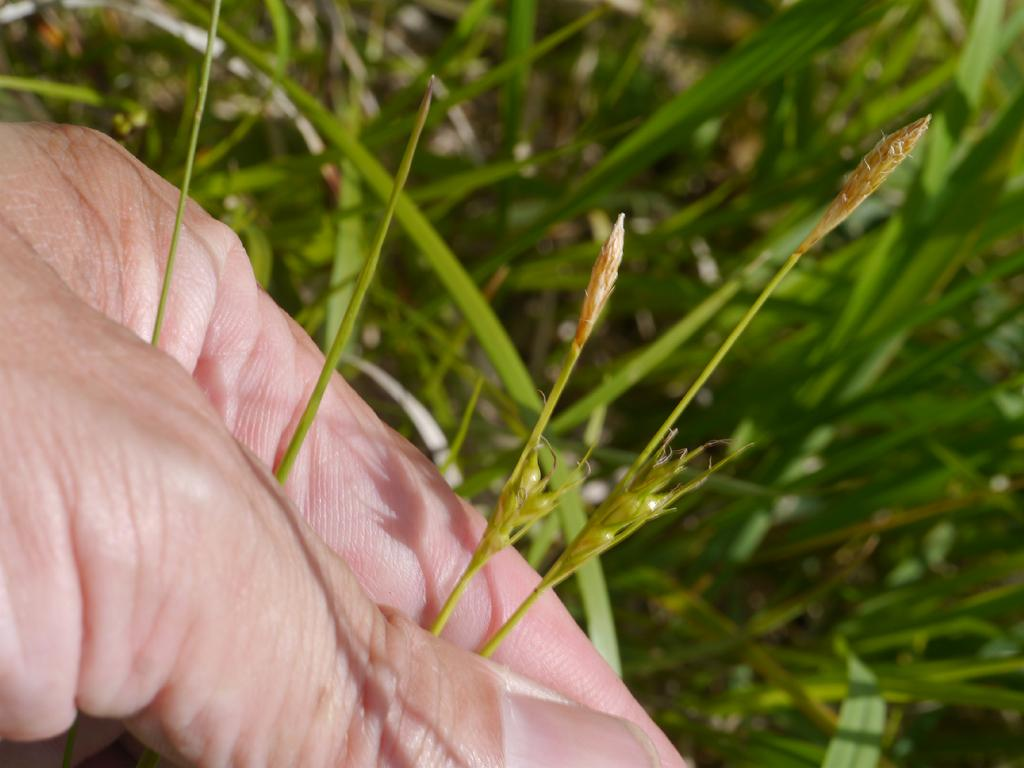
同・花茎先端部、雄小穂と雌小穂

## 保護の状況
環境省のレッドデータブックには取り上げられていないが、県別では東京都、埼玉県、福島県、秋田県で指定があり、また茨城県では絶滅とされる。